# 約翰·馬歇爾 (考古學家)
约翰·休伯特·马歇尔CIE FBA（1876年3月19日– 1958年8月17日）是一位英国考古学家，曾于1902年至1928年間担任印度考古研究所所長。 期間他负责监督哈拉帕和摩亨佐-达罗的发掘工作。1934年退休后离开印度。1936年，他当选英國國家學術院院士。 